# Jocquestus schenkeli
Espèce
Synonymes
- Trachelas schenkeli Lessert, 1923

Jocquestus schenkeli est une espèce d'araignées aranéomorphes de la famille des Trachelidae.

## Distribution
Cette espèce se rencontre en Afrique du Sud, au Mozambique, au Zimbabwe et au Congo-Kinshasa. Sa présence en Angola est incertaine.

## Description
La femelle holotype mesure 2,9 mm.
Les mâles mesurent de 2,50 à 3,50 mm et les femelles de 2,20 à 3,70 mm.

## Étymologie
Cette espèce est nommée en l'honneur d'Ehrenfried Schenkel.

## Publication originale
- Lessert, 1923 : Araignées du sud de l'Afrique. Revue suisse de Zoologie, vol. 30, p. 161-212 (texte intégral).